# Communication de crise
 (janvier 2017).
La communication de crise est l'un des domaines de la communication institutionnelle, qui comprend aussi la communication interne, la communication externe, les relations publiques, les relations presse et la publicité. Composante de la gestion de crise, elle est transversale et concerne l'ensemble des domaines de la communication. 
Elle recouvre deux branches : la communication directement utile à la gestion de crise (alerte des clients ou des populations, consignes, communication de coordination des opérations) qui vise à réduire les impacts directs de la crise et la communication sur les enjeux, qui vise à limiter les polémiques et à protéger la réputation d'une organisation en crise.
Sa mise en œuvre est généralement du ressort du service communication, en concertation directe et permanente avec le ou les dirigeants de l'organisation (entreprise privée, institution publique, association) et la cellule de crise. Elle peut également être confiée à une agence de communication spécialisée. 

## Crise

### Définition
Une crise correspond à la phase ultime d’une suite de dysfonctionnements, laquelle met en péril la réputation et la stabilité d'une organisation. D'autres auteurs mettent l’accent sur le caractère déstabilisant de la crise : catastrophes naturelles ou non naturelles, crise politique... Ils soulignent la présence de changements profonds dans les paramètres de l’environnement humain et physique, de telle sorte que les individus ne savent plus comment se comporter. 
La crise se caractérise par l’intrusion de nouvelles parties prenantes qui demandent que des comptes soient rendus, par exemple les pouvoirs publics ou les associations de consommateurs. Il convient de noter l’importance des enjeux que peut avoir ce bouleversement en termes d’image, de chiffre d’affaires, de motivation des salariés ou encore de méfiance des fournisseurs à l’égard de l’organisation. La crise se matérialise par une saturation des capacités de communication face à l’afflux des demandes. Selon le chercheur en sciences de la communication Sahite Gaye, « Il est une règle d’or en communication de risque et de crise : la première urgence est de penser. Penser le contexte. La communication n’est jamais un système fermé ; il est ouvert sur son environnement ».  

### Caractéristiques
Selon Thierry Libaert, directeur scientifique de l'Observatoire international des crises et chercheur au LASCO, la crise se caractérise par la présence d’acteurs pouvant être inhabituels (la presse, les élus locaux, les pouvoirs publics, les associations, la justice, etc.) ainsi que par un flux inhabituel et surdimensionné d’informations. Elle entraîne une mise sous tension généralisée due à l'accélération du temps selon la nature de la situation. La plupart du temps, une crise engendre des incertitudes et favorise la circulation de rumeurs.

### Cycle de vie d'une crise
Selon Sahite Gaye, les crises sont complexes et n'obéissent pas à une linéarité qui permet de les séquencer. Plusieurs phases peuvent cependant être distinguées, sans que ce schéma ne se retrouve dans toutes les crises :  

#### Phase de gestation
Cette phase est caractérisée par une série de dysfonctionnements et d'erreurs qui sont autant de signaux. Si ces signaux sont détectés, compris et pris en compte par l'organisation et ses dirigeants, la crise peut être anticipée et ses effets minimisés.

#### Phase aiguë
Durant cette phase, il est essentiel d'avoir un suivi presse pour savoir comment réagir aux propos des médias. Il convient d'opérer un travail de rapprochement entre les informations, les acteurs et la surcharge de médiation pour garder une vision globale de la situation.

#### Phase chronique
Lors de cette phase, les médias se focalisent sur le sujet de la crise. La durée du traitement médiatique dépend alors des autres sujets d'actualité pouvant détourner l'attention des médias.

#### Phase de cicatrisation
Le cycle de vie de la crise s'achève. Il y a alors une atténuation de la crise, les médias s'en désintéressant depuis un moment. Cette phase ne doit pas être négligée : la crise peut à tout moment resurgir.

## Parties prenantes
Les parties prenantes (anglais : stakeholders) sont des acteurs sensibles, du fait de leur implication, de leur rôle et de leur statut dans le déroulement de la crise.
Pour ces différents acteurs, les enjeux sont différents et spécifiques selon les crises. Il faut donc observer pour chaque dispositif de crise les différents profils des parties prenantes ainsi que l'influence qu'ils peuvent avoir sur l'organisation, qu'ils soient internes ou externes à celle-ci. Chaque partie prenante peut évoluer dans son rôle lors du développement de la crise.
Les parties prenantes peuvent avoir trois rôles essentiels : une position d’opposant, un rôle d’appui ou un relais d’information.

## Élaboration du scénario de crise
La technique d'élaboration des scénarios de crise est utilisée en management. Un scénario est une démarche intellectuelle qui consiste à se représenter la crise afin d’envisager des règles de conduite, de raisonnements inhabituels voire déstabilisants. Quatre méthodes d’élaboration de scénarios peuvent être retenues :
- Méthode historique : fondée sur des scénarios convergents, elle consiste à utiliser le retour d’expérience en s'appuyant sur des événements passés. Elle peut par exemple être utilisée dans les secteurs pétrolier, de la chimie, et du nucléaire.
- Méthode du portefeuille de crises : fondée sur des scénarios plus élargis, cette méthode s’appuie sur le contexte de l’entreprise pouvant être confrontée à une multitude événements. Il convient de prendre en compte la faible probabilité d’un événement et également de son impact.
- Méthode dialectique : liée à des scénarios de rupture, la méthode dialectique est fondée sur un processus d’imagination de multiples situations en interaction. Ce travail de réflexion doit prendre en compte tous types d'éléments ainsi que les tabous. La démarche de réflexion s'appuie sur un raisonnement contradictoire à partir de croyances fortement ancrées.
- Méthode métaphorique : technique de créativité, elle consiste à transposer un événement comme cadre de crise pour son entreprise.

La communication de crise est entrée dans une nouvelle ère depuis l'avènement d'internet et en particulier des réseaux sociaux  (Facebook, X, WhatsApp). Désormais, consommateurs, militants, citoyens disposent de médias accessibles, disponibles en permanence pour exprimer leur mécontentement et mobiliser leurs pairs : blogs, forums des grands sites, en plus des réseaux sociaux. Les médias traditionnels, utilisent de plus en plus le web comme source d'information. Ce nouveau contexte augmente la pression sur les entreprises, les institutions : il renforce l'accès à l'information, les exigences de réactivité et modifie les modalités transactionnelles. On parle dans ce contexte de médias sociaux pour la gestion des urgences (MSGU). Dans le même temps, la crise est probablement l'avenir de la communication. C'est ce que considèrent de plus en plus de professionnels de la communication dont le rapport au temps et le travail en mode crise constituent les principales évolutions d'un métier de plus en plus stratégique.

## 6 points à analyser lors d'une crise[réf.nécessaire]
Avant de se lancer dans la gestion de crise, il faut au préalable analyser la situation en se servant des 6 points suivants :
1. Déterminer le niveau de crise : quelle est la gravité de la situation ?
2. La connaissance du problème : l'organisation a-t-elle toutes les informations sur les causes et les conséquences de la crise ?
3. Les possibles risques encourus : la crise se déroule t-elle en même temps qu'un autre événement majeur ?
4. Le type de médiatisation : quels médias parlent de la crise ?
5. Le déroulement prévisible de la crise : l'organisation peut-elle anticiper les conséquences de la crise ?
6. Le partage des responsabilités : quels sont les acteurs responsables de la crise ? Comment se positionnent-ils face à la crise ?

## Alerte aux populations
L'alerte aux populations permet aux autorités de diffuser massivement un message à des personnes menacées par un danger, afin qu'elles puissent s'en protéger.

#### Articles
- Natalie Maroun, Didier Heiderich, série de trois articles intitulés À l'épreuve des crises dans le quotidien La Croix (juillet - août 2011):
  - Pourquoi gère-t-on si mal les crises ?
  - Pourquoi communique-t-on si mal en situation de crise ?
  - Pourquoi le public se trompe-t-il sur les crises ?
  - Sahite GAYE une série d'articles et d'entretiens sur la crise dans le contexte africain
  - https://www.lequotidien.sn/express-avec-dr-sahite-gaye-enseignant-chercheur-en-sciences-de-la-communication-il-y-a-un-discredit-des-institutions-de-letat/